# Gener de Benevent
|  | Per a altres significats, vegeu «Genar». |

Gener (en italià, Gennaro), Sant patró de Nàpols, és un sant i màrtir per les esglésies catòlica i ortodoxa.
Fou bisbe de Benevent (en la regió de Campània, Itàlia) en el segle iv i, d'acord amb la tradició, s'anomenava Prócolo i pertanyia a la família patrícia dels Ianuarii, consagrada al déu Janus.
Fou condemnat a mort durant les persecucions als cristians de l'emperador romà Dioclecià.

## Martiri
L'any 305, durant la persecució de Dioclecià (l'última que van patir els cristians fins a la pau de Constantí), Gener sent bisbe de Benevent, és encarcerat, junt amb els amics que l'acompanyen, per part dels soldats del governador de la ciutat.
Segons la tradició cristiana, els seus raptors intenten que renegui de la fe, però al no aconseguir-lo l'introdueixen dins d'un forn d'on surt viu, sense que ni tan sols les seves vestidures es cremin. L'endemà, junt amb altres cristians, és traslladat a l'amfiteatre, a on són llençats a les feres, que sorprenentment no els ataquen i s'abraonen als peus de Gener, manses com ovelles.
Finalment, davant dels fets, els soldats decideixen portar-lo amb els altres cristians a la plaça Vulcana per ser decapitats. Amb ell foren martiritzats altres cristians.

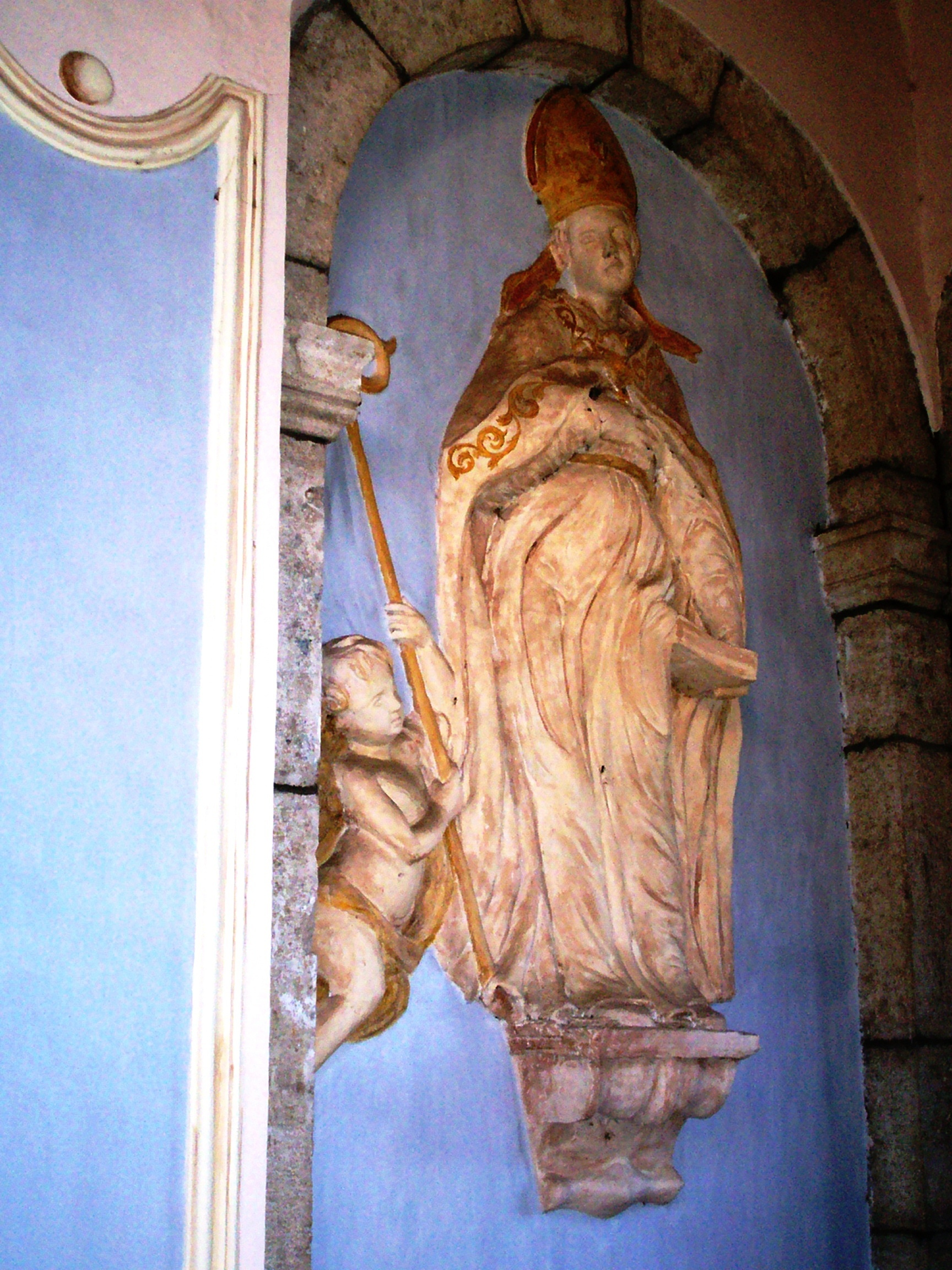
Relleu d'estuc per Giacomo Caldarisi, 1735 (Cerreto Sannita, S. Gennaro)
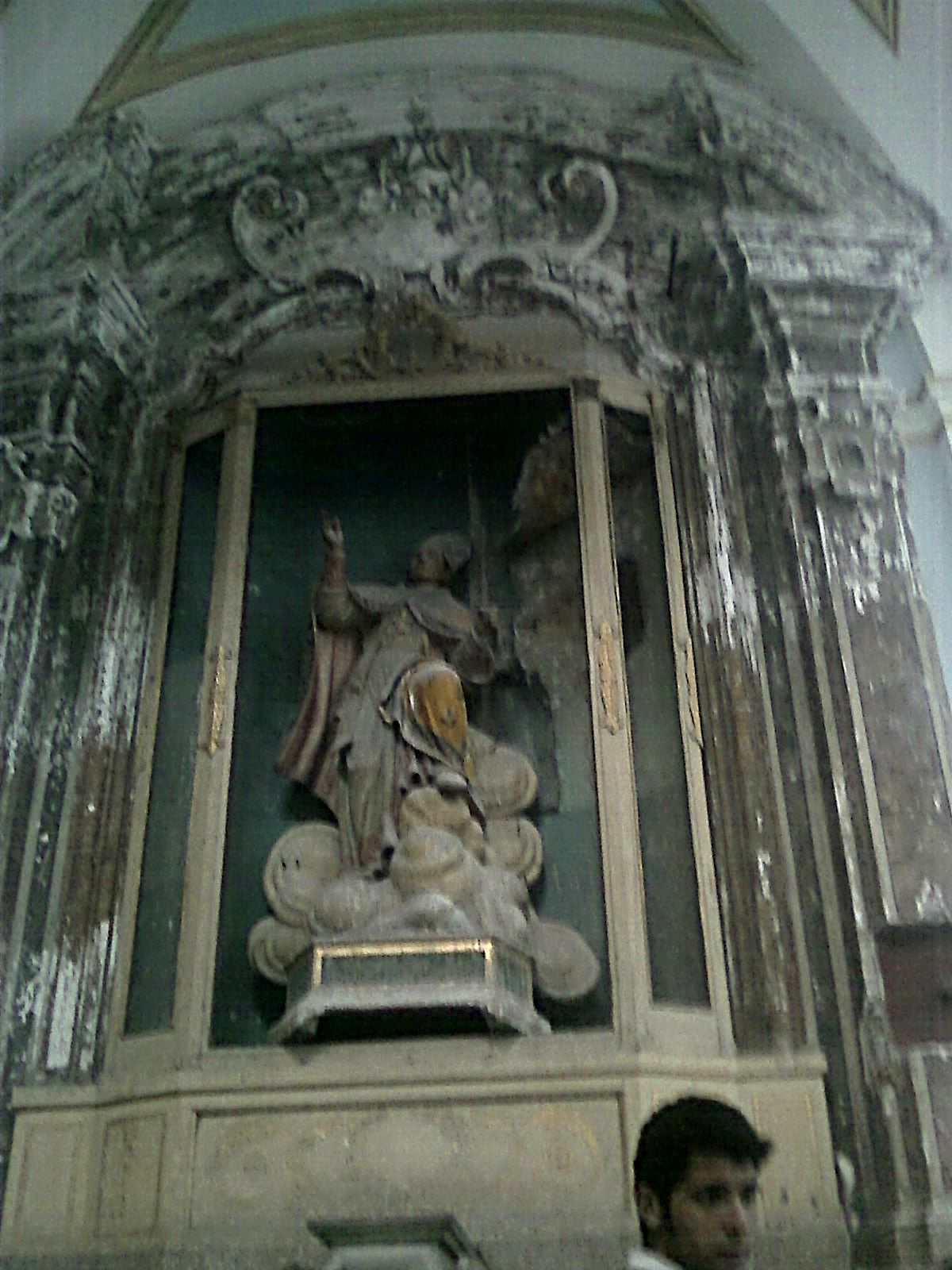
Altar de S. Gennaro all'Olmo (Nàpols)
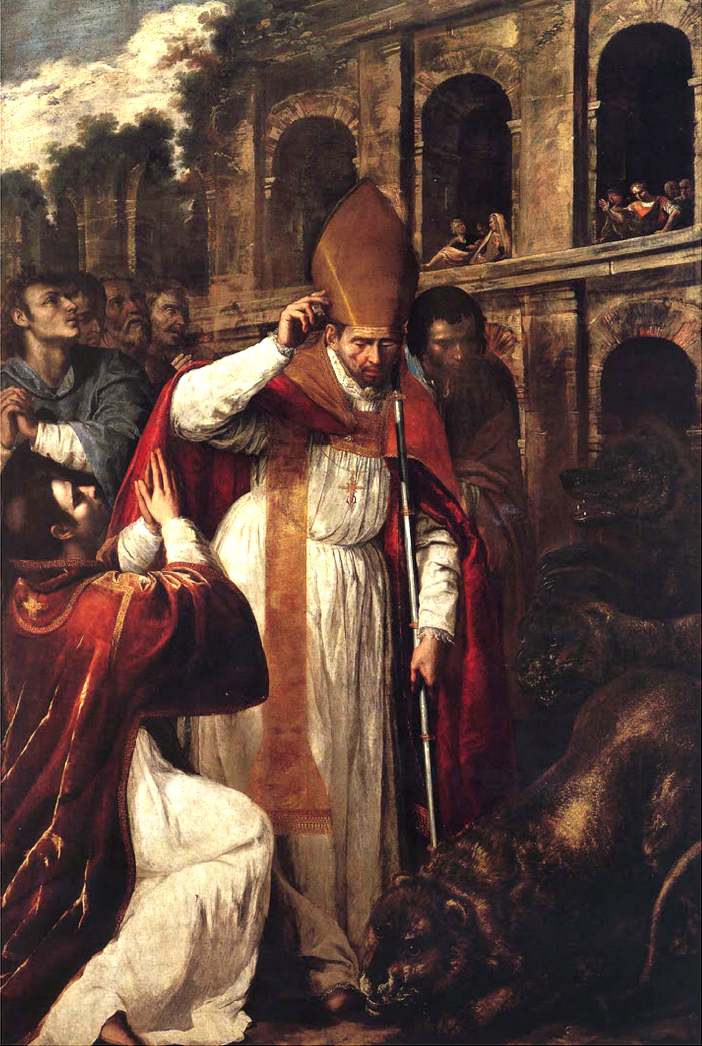
Martiri de S. Gener per Artemisia Gentileschi, 1636 (Nàpols, Galleria nazionale di Capodimonte)

## Miracle de la liquació
La fama de Sant Gener és deguda al fet, considerat com un miracle per l'Església Catòlica, que tots els anys a Nàpols el 19 de setembre, aniversari de la seva mort i que segons la tradició es repeteix des de fa 400 anys, consistent en la liquació de la sang del sant. L'acte també té lloc el dissabte abans del primer diumenge de maig (data del trasllat del cos) i el 16 de desembre (durant la celebració com a patró de la ciutat, amb motiu de l'erupció del Vesuvi de 1631).
En aquests dies, un sacerdot exposa en l'altar de forma solemne, front a una urna que conté el cap del sant, una ampolla de la mida aproximada d'una pera que porta la seva sang solidificada. Després de resar, la sang, normalment sòlida i de color negra, es torna líquida i vermella augmentant el seu volum.
Altres casos de liqüefacció de sang són els de Sant Xàrbel Makhluf (en el Líban) i Sant Pantaleó de Nicomèdia (en el Monestir de l'Encarnació, a Madrid).

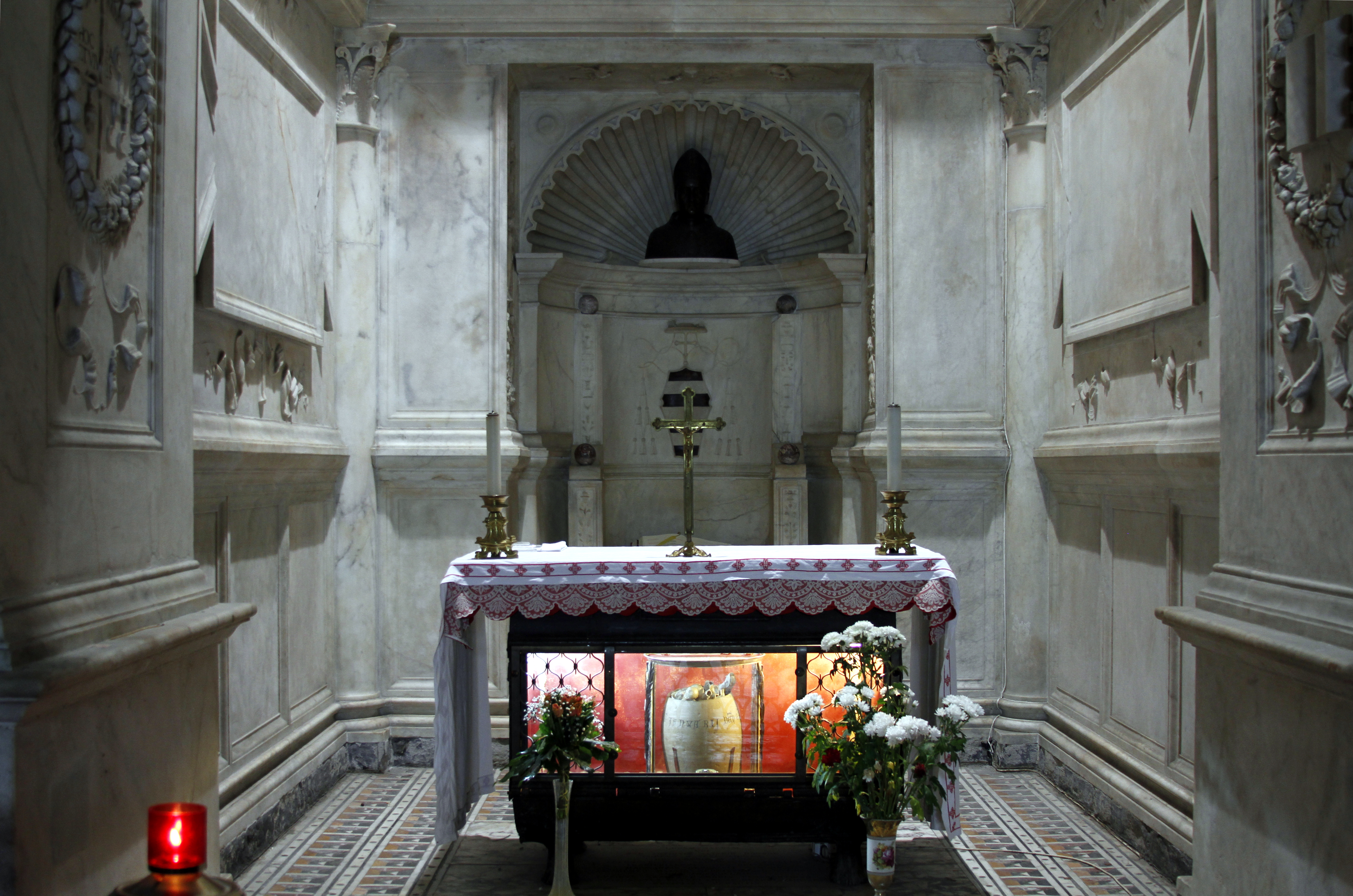
Reliquiari de Sant Gener en la Capella del Succorpo de la Catedral de Nàpols
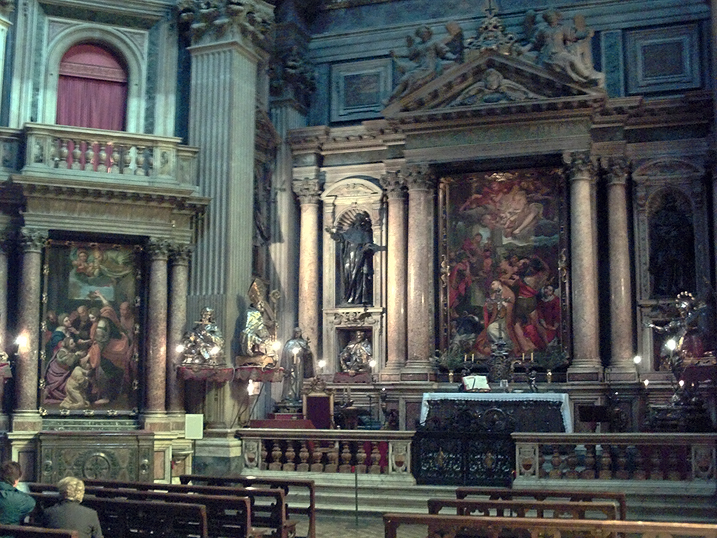
Capella del Tresor de Sant Gener a la Catedral de Nàpols
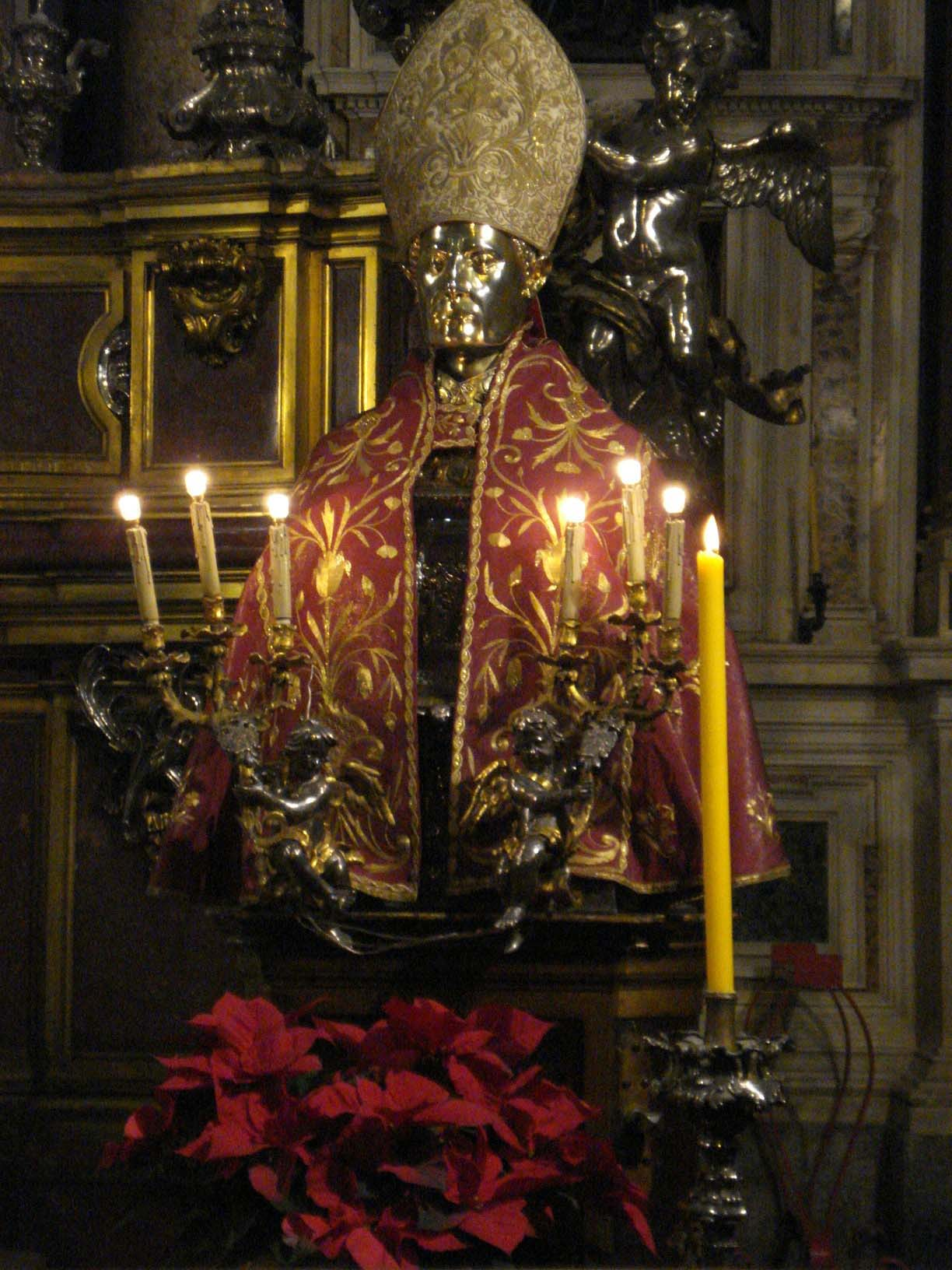
Bust d'argent del sant, a la Catedral de Nàpols
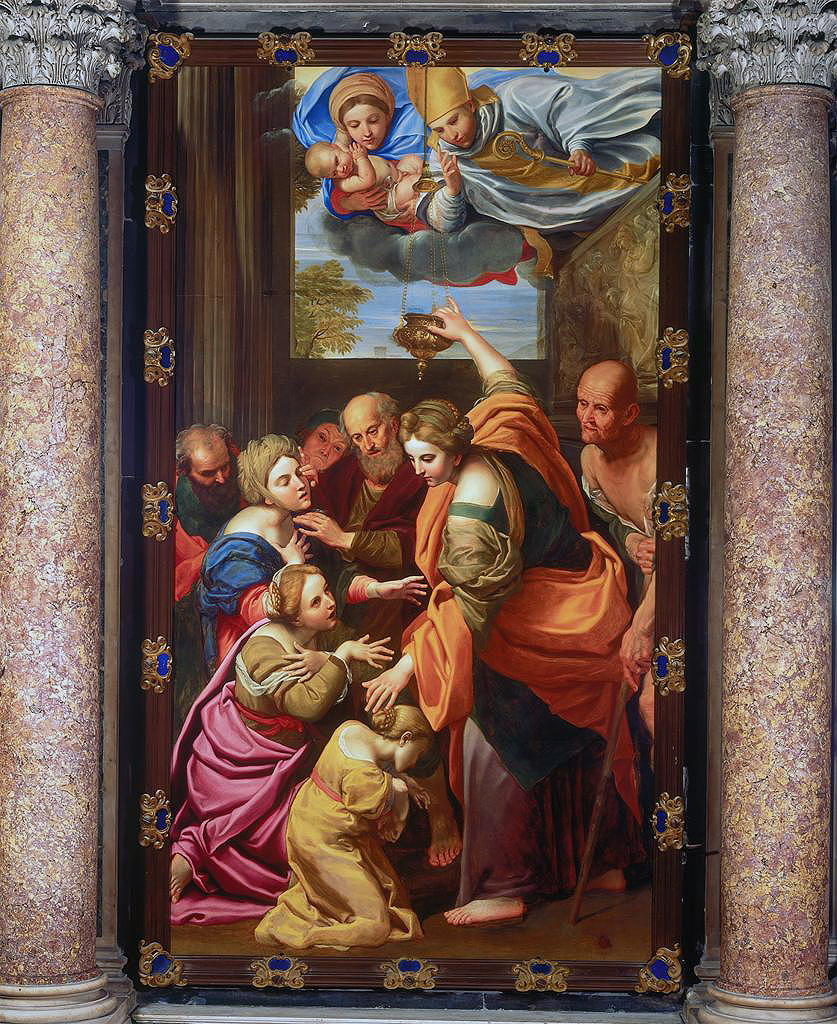
Aparició de la M. de Déu i S. Gener pel Domenichino, 1635

### Explicació científica
Segons l'explicació científica, aquest comportament és habitual en fluids anomenats no-newtonians, en particular en els materials anomenats pseudoplàstics, que es comporten com sòlids quan estan en repòs i es tornen més fluents quan se sotmeten a algun tipus d'esforç, i tixotropia, que tenen memòria. En la revista científica Nature es publicà l'any 1991 un article que explicava el fenomen de la liquació de la sang. El professor de química orgànica de la Universitat de Pavia, Luigi Garlaschelli, va reproduir el miracle amb una barreja de calç, clorur de ferro hidratat i aigua salada.
A Sant Gener se li atribueix, no sols aquest miracle, sinó també el d'haver deslliurat a la ciutat de les erupcions del volcà Vesuvi.